# Delray Beach Open 2018 - Qualificazioni singolare
Le qualificazioni del singolare del Delray Beach Open 2018 sono state un torneo di tennis preliminare per accedere alla fase finale della manifestazione. I vincitori dell'ultimo turno sono entrati di diritto nel tabellone principale. In caso di ritiro di uno o più giocatori aventi diritto a questi sono subentrati i lucky loser, ossia i giocatori che hanno perso nell'ultimo turno ma che avevano una classifica più alta rispetto agli altri partecipanti che avevano comunque perso nel turno finale.

## Teste di serie
1. Bjorn Fratangelo (ultimo turno)
2. Cameron Norrie (ultimo turno, lucky loser)
3. Tim Smyczek (primo turno)
4. Henri Laaksonen (primo turno)

1. Adrián Menéndez Maceiras (primo turno)
2. Aleksandr Bublik (qualificato)
3. Ernesto Escobedo (primo turno, ritirato)
4. Ramkumar Ramanathan (qualificato)

## Qualificati
1. Ramkumar Ramanathan
2. John-Patrick Smith

1. Aleksandr Bublik
2. Franko Škugor

### Lucky loser
1. Cameron Norrie
2. Darian King

1. Peter Polansky

## Tabellone

### Legenda
| - Q = Qualificato - WC = Wild card - LL = Lucky loser | - ALT = Alternate - SE = Special Exempt - PR = Protected Ranking | - w/o = Walkover - r = Ritirato - d = Squalificato |

### Sezione 1
|  | Primo turno | Primo turno         | Primo turno         | Primo turno | Primo turno |  |  | Ultimo turno | Ultimo turno        | Ultimo turno        | Ultimo turno | Ultimo turno |  |
|  |             |                     |                     |             |             |  |  |              |                     |                     |              |              |  |
|  | 1           | Bjorn Fratangelo    | Bjorn Fratangelo    | 7           | 7           |  |  |              |                     |                     |              |              |  |
|  | Alt         | Mitchell Krueger    | Mitchell Krueger    | 64          | 63          |  |  | 1            | Bjorn Fratangelo    | Bjorn Fratangelo    | 3            | 3            |  |
|  |             | Stefan Kozlov       | Stefan Kozlov       | 3           | 2           |  |  | 8            | Ramkumar Ramanathan | Ramkumar Ramanathan | 6            | 6            |  |
|  | 8           | Ramkumar Ramanathan | Ramkumar Ramanathan | 6           | 6           |  |  |              |                     |                     |              |              |  |

### Sezione 2
|  | Primo turno | Primo turno        | Primo turno    | Primo turno | Primo turno |  |  | Ultimo turno | Ultimo turno       | Ultimo turno       | Ultimo turno | Ultimo turno |  |
|  |             |                    |                |             |             |  |  |              |                    |                    |              |              |  |
|  | 2           | Cameron Norrie     | Cameron Norrie | 6           | 6           |  |  |              |                    |                    |              |              |  |
|  |             | Liam Broady        | Liam Broady    | 3           | 1           |  |  | 2            | Cameron Norrie     | Cameron Norrie     | 5            | 4            |  |
|  | Alt         | John-Patrick Smith | 6              | 3           |             |  |  | Alt          | John-Patrick Smith | John-Patrick Smith | 7            | 6            |  |
|  | 7           | Ernesto Escobedo   | 3              | 1           | r           |  |  |              |                    |                    |              |              |  |

### Sezione 3
|  | Primo turno | Primo turno      | Primo turno      | Primo turno | Primo turno |  |  | Ultimo turno | Ultimo turno     | Ultimo turno | Ultimo turno | Ultimo turno |  |
|  |             |                  |                  |             |             |  |  |              |                  |              |              |              |  |
|  | 3           | Tim Smyczek      | 3                | 7           | 4           |  |  |              |                  |              |              |              |  |
|  |             | Darian King      | 6                | 5           | 6           |  |  |              | Darian King      | 6            | 6            | 4            |  |
|  | WC          | Boris Kozlov     | Boris Kozlov     | 1           | 4           |  |  | 6            | Aleksandr Bublik | 7            | 3            | 6            |  |
|  | 6           | Aleksandr Bublik | Aleksandr Bublik | 6           | 6           |  |  |              |                  |              |              |              |  |

### Sezione 4
|  | Primo turno | Primo turno              | Primo turno              | Primo turno | Primo turno |  |  | Ultimo turno | Ultimo turno   | Ultimo turno   | Ultimo turno | Ultimo turno |  |
|  |             |                          |                          |             |             |  |  |              |                |                |              |              |  |
|  | 4           | Henri Laaksonen          | Henri Laaksonen          | 3           | 4           |  |  |              |                |                |              |              |  |
|  | WC          | Franko Škugor            | Franko Škugor            | 6           | 6           |  |  | WC           | Franko Škugor  | Franko Škugor  | 6            | 6            |  |
|  |             | Peter Polansky           | Peter Polansky           | 6           | 6           |  |  |              | Peter Polansky | Peter Polansky | 2            | 4            |  |
|  | 5           | Adrián Menéndez Maceiras | Adrián Menéndez Maceiras | 2           | 3           |  |  |              |                |                |              |              |  |